# Palazzo del Parlamento (La Valletta)
Il palazzo del Parlamento (in maltese Dar il-Parlament, in inglese Parliament House) è la sede del Parlamento di Malta situato a La Valletta, a Malta.
L'edificio è stato costruito tra il 2011 e il 2015 su progetto di Renzo Piano nell'ambito del City Gate Project, che comprendeva anche la costruzione di una nuova City Gate e la trasformazione delle rovine del Teatro Reale in un teatro all'aperto. La costruzione del Parlamento ha generato notevoli controversie, principalmente a causa dell'aspetto moderno e del costo di costruzione, che ammontava a circa 90 milioni di euro.
Dal 1921 al 1976 la sede del Parlamento di Malta era stata la Camera degli arazzi del Palazzo del Gran Maestro, sempre alla Valletta. Nel 1976, l'ex armeria dello stesso palazzo fu convertita in un nuovo parlamento e vi si tennero riunioni fino all'apertura della sede del parlamento appositamente costruita il 4 maggio 2015.

## Storia

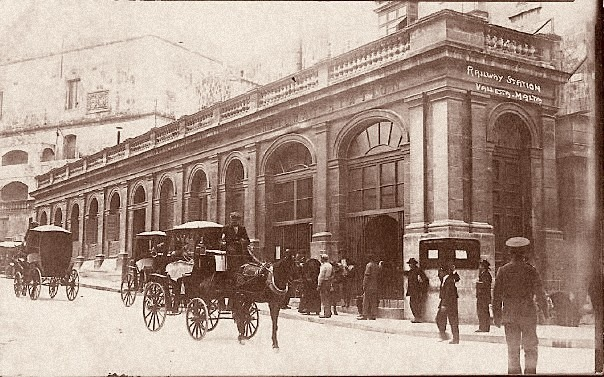
Vecchia stazione ferroviaria di La Valletta, 1880

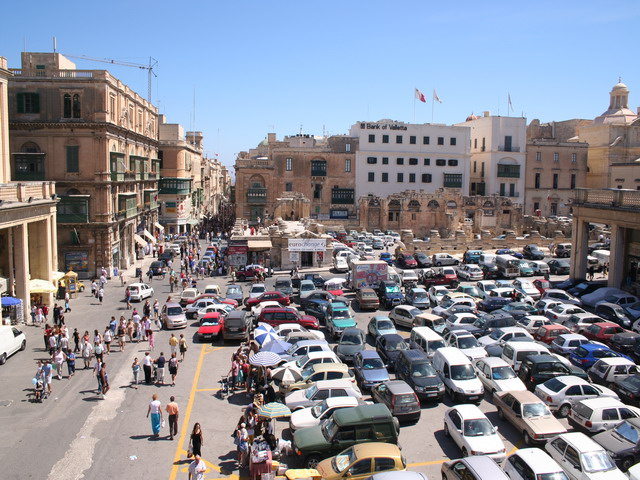
Freedom Square nel 2005

Il palazzo del Parlamento si trova in Republic Street vicino alla City Gate, l'ingresso della Valletta. L'edificio si trova adiacente al Cavaliere di San Giacomo e alle rovine del Teatro Reale, di fronte al centro commerciale City Gate e al palazzo Ferreria. 
Il sito del palazzo del Parlamento era originariamente occupato da abitazioni e successivamente dalla stazione di La Valletta della ferrovia di Malta. L'area fu bombardata durante la seconda guerra mondiale e la stazione e gli edifici circostanti furono demoliti negli anni '60 come parte di un progetto di riqualificazione dell'ingresso alla Valletta. L'area fu convertita in uno spazio aperto noto come Freedom Square (in maltese Misraħ il-Ħelsien), che era circondato da una galleria di negozi. La piazza era in origine piuttosto semplice ed era comunemente usata come parcheggio.
Sebbene la maggior parte della piazza sia stata edificata, parte di essa è ancora ufficialmente detta piazza della Libertà ed è ora in forma rettangolare. La piazza ora copre dall'angolo di palazzo Ferreria fino alla prima colonna del parlamento e fino ai gradini spagnoli vicino alla City Gate.

## Progetto e costruzione

### Pianificazione
L'edificio della sede del parlamento faceva parte del progetto City Gate, che aveva lo scopo di riqualificare l'ingresso della Valletta. Il progetto consisteva nella demolizione della quarta City Gate di Alziro Bergonzo e del Freedom Square Arcade, e nella costruzione della quinta City Gate e del palazzo del Parlamento. Inoltre, le rovine del Teatro Reale sono state convertite in un teatro all'aperto noto come pjazza Teatru Rjal. Il progetto è stato realizzato dall'architetto italiano Renzo Piano e i piani sono stati rivelati il 27 giugno 2009. La Grand Harbour Regeneration Corporation ha pagato a Piano € 6,6 milioni per il suo lavoro sul progetto.

### Costruzione

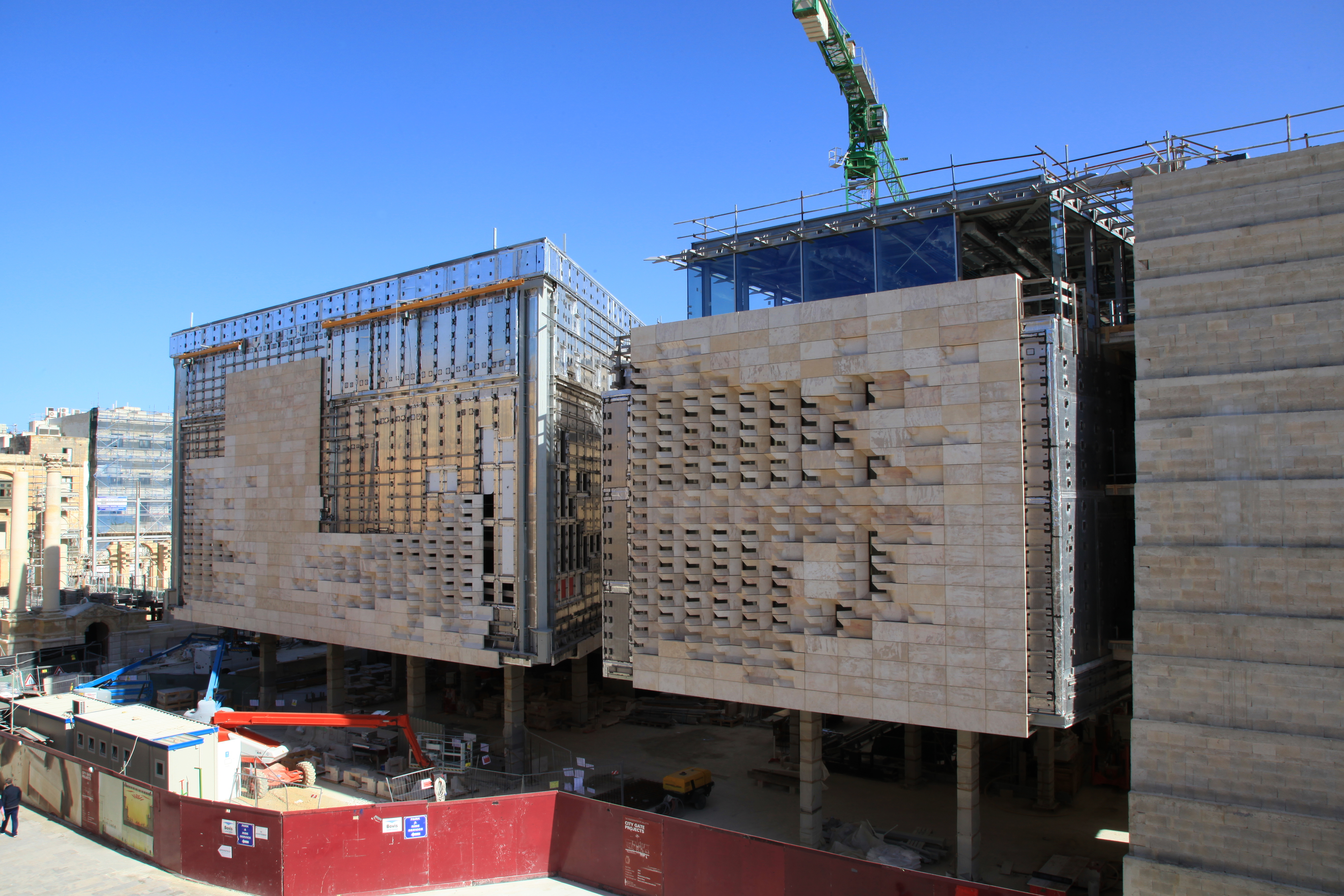
Il Palazzo del Parlamento in costruzione, con la struttura in acciaio e la facciata in pietra calcarea visibili

La demolizione dei portici di Freedom Square è iniziata nell'ottobre 2010. I lavori di scavo per le fondamenta della sede del parlamento sono iniziati subito dopo il completamento della demolizione. All'inizio del 2011, il piano originale è stato modificato con il trasferimento di una scalinata, l'estensione di uno dei blocchi e le modifiche al design delle feritoie sulla facciata. La costruzione iniziò più tardi quell'anno e il telaio in acciaio della struttura fu completato all'inizio del 2012. A questo punto, cominciò il lavoro di rivestimento con pietra calcarea estratta a Gozo e tagliata in forme specifiche in Italia, prima di essere rispedita a Malta. Ogni giorno c'erano in cantiere tra 120 e 150 operai con un costo totale di oltre 90 milioni di euro.
La data di completamento del progetto è stata inizialmente indicata come novembre 2012 o all'inizio del 2013. La data prevista per il completamento è stata prorogata a settembre 2013, e successivamente a settembre 2014. Gli appaltatori non hanno rispettato le scadenze e l'edificio non era ancora completo entro la fine del 2014. Alla fine è stato completato nel 2015.

### Inaugurazione
La sede del parlamento è stata ufficialmente inaugurata dalla presidente Marie Louise Coleiro Preca il 4 maggio 2015. Membri del Parlamento e altri ospiti si radunarono nella vecchia camera del Grandmaster's Palace e si diressero verso il nuovo edificio accompagnati dalla banda delle forze di polizia. Coleiro Preca ha definito l'inaugurazione della sede del parlamento "una pietra miliare nella storia parlamentare di Malta", poiché si tratta del primo edificio del parlamento appositamente costruito a Malta. La prima seduta si è tenuta più tardi lo stesso giorno.
La maggior parte dell'edificio è chiuso per motivi di sicurezza, ma un'esposizione permanente al piano terra è aperta al pubblico.
Il 1º agosto 2015, Renzo Piano ha visitato il Parlamento per la prima volta dalla sua inaugurazione.

### Ricezione critica
La costruzione della sede del parlamento, insieme al resto del City Gate Project, fu controversa. I critici lo considerarono un progetto inutile, proponendo piuttosto di restaurare Forte Sant'Elmo o uno dei grandi palazzi fatiscenti della città e di convertirlo in un palazzo del parlamento, per una frazione del costo di costruzione di un nuovo edificio. Alcuni hanno sostenuto che la piazza non avrebbe dovuto essere edificata in quanto era uno dei pochi spazi aperti alla Valletta. Altri hanno attaccato il design moderno della struttura stessa, tra cui il parlamentare laburista Carmelo Abela, che ha definito la sede del parlamento "un brutto edificio costruito su palafitte".
Il progetto dell'edificio, e in particolare il rivestimento esterno, stato paragonato a una colombaia (Barumbara tal-ħamiem) o ad una grattugia dal grande pubblico. Il rivestimento doveva rappresentare effettivamente i favi poiché il nome antico di Malta, Melita, significa miele. Il design ultramoderno che contrasta molto con il resto di La Valletta è arrivato fino all'UNESCO, mettendo in discussione il titolo della città come Patrimonio dell'Umanità. Nel 2015, l'edificio è stato incluso nella lista del Telegraph dei "migliori (e peggiori) nuovi edifici al mondo", sebbene il giornale non abbia chiarito in quale categoria rientrasse l'edificio.

## Struttura
La sede del parlamento è composta da due blocchi collegati tra loro da ponti, uno dei quali ospita la camera del parlamento. I due blocchi sono separati per non oscurare la vista del Cavaliere di San Giacomo da Republic Street. Ogni blocco ha tre piani. La struttura è costituita da un telaio in acciaio rivestito in pietra calcarea di Gozo. Le lastre di pietra sono scolpite in modo tale da sembrare erose dalla natura.
Il palazzo del Parlamento è un edificio a zero emissioni poiché l'energia termica viene recuperata o emessa dalla massa di roccia sottostante. Ciò è usato per riscaldare e raffreddare l'edificio, evitando eventuali torri di raffreddamento o caldaie.